# Тарайковський Олександр Валерійович
Олександр Валерійович Тарайковський (біл. Аляксандр Валер’евіч Тарайкоўскі; 26 березня 1986, Білорусь — 10 серпня 2020, м. Мінськ, Білорусь) — білоруський активіст, перший загиблий під час масових протестів 2020—2021 року. Тарайковський був застрелений упритул співробітниками спецпідрозділу 10 серпня 2020 року у Мінську, тоді як урядові ЗМІ намагалися зобразити інцидент як щось, що сталося з його необережності.

## Життєпис
Олександр Тарайковський загинув 10 серпня 2020 року близько 23:00 поруч зі станцією метро «Пушкінська» від вибухового пристрою. За однією з версій, у нього в руках вибухнула світло-шумова граната, яку у демонстрантів кинули силовики. У свідоцтві про смерть записано, що він помер від масивної крововтрати через відкриту рану грудної клітини. 15 серпня момент передбачуваного вбивства силовиками протестанта Олександра Тарайковського показали на відео. Микола Карпенків, начальнік ГУБОЗіК, в опублікованому в січні 2021 року осіннього аудіозапису підтвердить, що Тарайковскій був убитий пострілами його підлеглих.
Вранці 11 серпня біля місця, де загинув Олександр Тарайковський, виник стихійний Меморіал. Вночі з 11 на 12 і з 12 на 13 серпня цей меморіал знищувався комунальними службами і відновлювався людьми на наступний день після знищення.
13 серпня посли країн ЄС, голова представництва Євросоюзу, представники посольства США та інших країн поклали квіти до стихійного меморіалу на Пушкінській біля місця, де загинув Олександр.
Вдень 15 серпня в Мінську поруч зі станцією метро «Пушкінська» зібралися тисячі білорусів, щоб попрощатися із загиблим 10 серпня 34-річним демонстрантом Олександром Тарайковським. Присутні скандували «трибунал», їх підтримували автомобілісти звуком клаксонів. Вшанувати пам'ять загиблого «Народного героя Білорусі» прийшли відомий співак Макс Корж і Марія Колеснікова, представник штабу колишнього претендента на президентський пост Віктора Бабарико. У ритуальному залі, куди просили приходити тільки родичів і знайомих, з Тарайковським прощалися сотні людей з квітами та прапорами. Коли із залу винесли труну, люди встали на коліна. Олександра проводили зі словами «Слава герою» і «Живе Білорусь!», а потім виконали гімн «Могутній Боже» (біл. Магутны Божа).
Того ж дня Олександр Тарайковський був похований на Західному кладовищі Мінська.

## Реакція
17 вересня 2020 року Європейський парламент у резолюції, схваленій абсолютною більшістю депутатів, закликав до «незалежного та ефективного розслідування» пов'язаної з протестами смерті Олександра Тарайковського.
19 листопада 2020 року Джим Гілмор, посол США в Організації з безпеки і співробітництва в Європі, висловився про тримісячне призупинення розслідування смерті Олександра Тарайковського, що є ще однією ознакою «безкарності, з якою білоруські сили безпеки продовжують жорстокі репресії проти мирних протестантів». 26 листопада 2020 року Європейський парламент у своїй резолюції, схваленій абсолютною більшістю депутатів, закликав до «швидкого, ретельного, неупередженого та незалежного розслідування» вбивств під час протестів у Білорусі, зокрема Олександра Тарайковського.

## У культурі
Документальні кадри загибелі Олександра Тарайковського увійшли до офіційного відеокліпу гурту «Ногу свело!» на пісню «Мовчання Ягнят» (прем'єра 8 жовтня 2020).
Тарайковський є прототипом одного із персонажів п'єси Андрія Курейчика «Ображені. Білорусь (сія)».
У 2021 році в Таллінні відбулася прем'єра спектаклю «Error 403» за п'єсою художнього керівника Білоруського вільного театру Миколая Халезіна, в основу якої покладено загибель Тарайковського.

## Вшанування пам'яті

Мітинг пам'яті Олександра Тарайковского, метро Пушкінська, Мінськ, 15 серпня 2020.
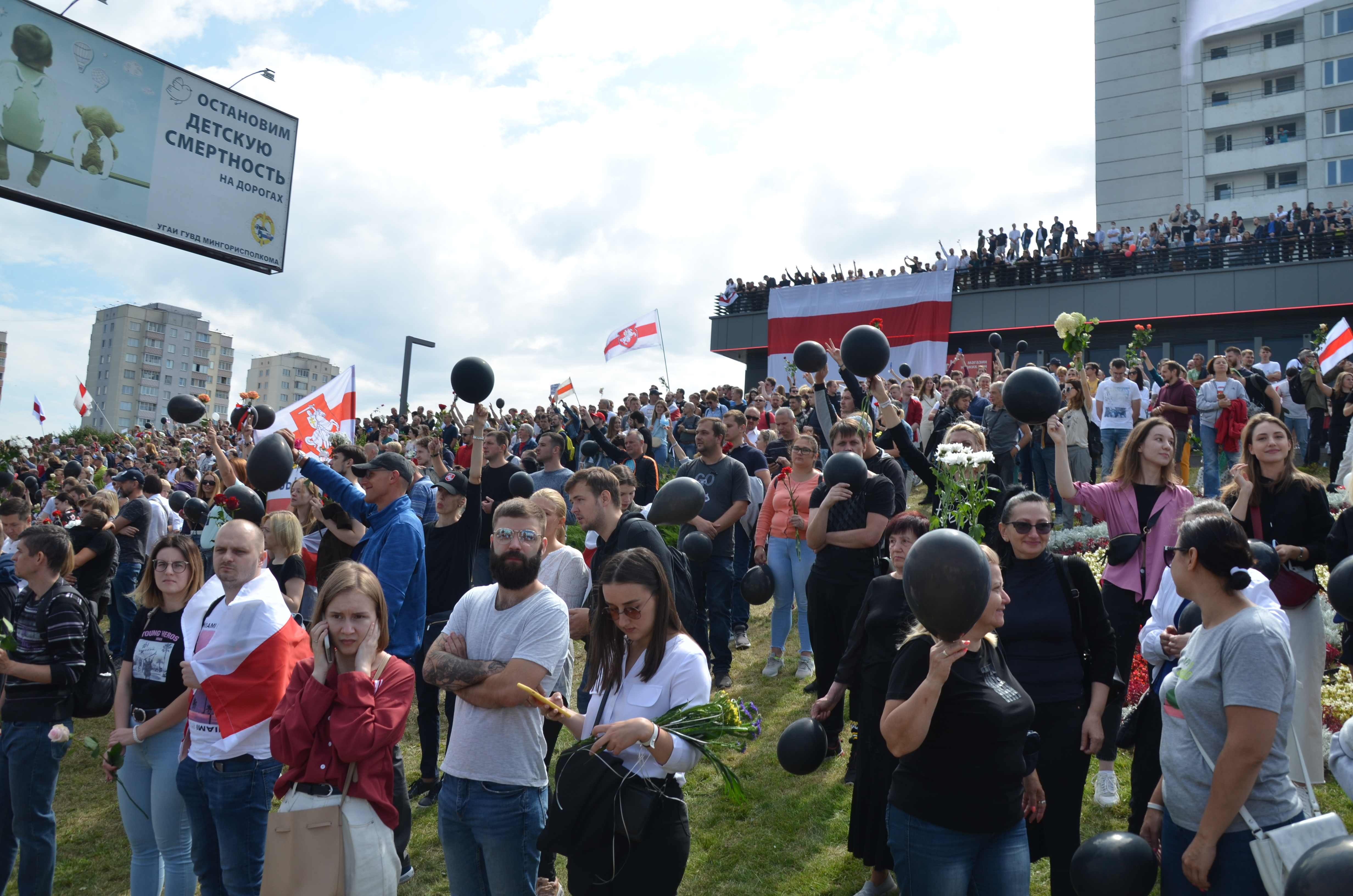
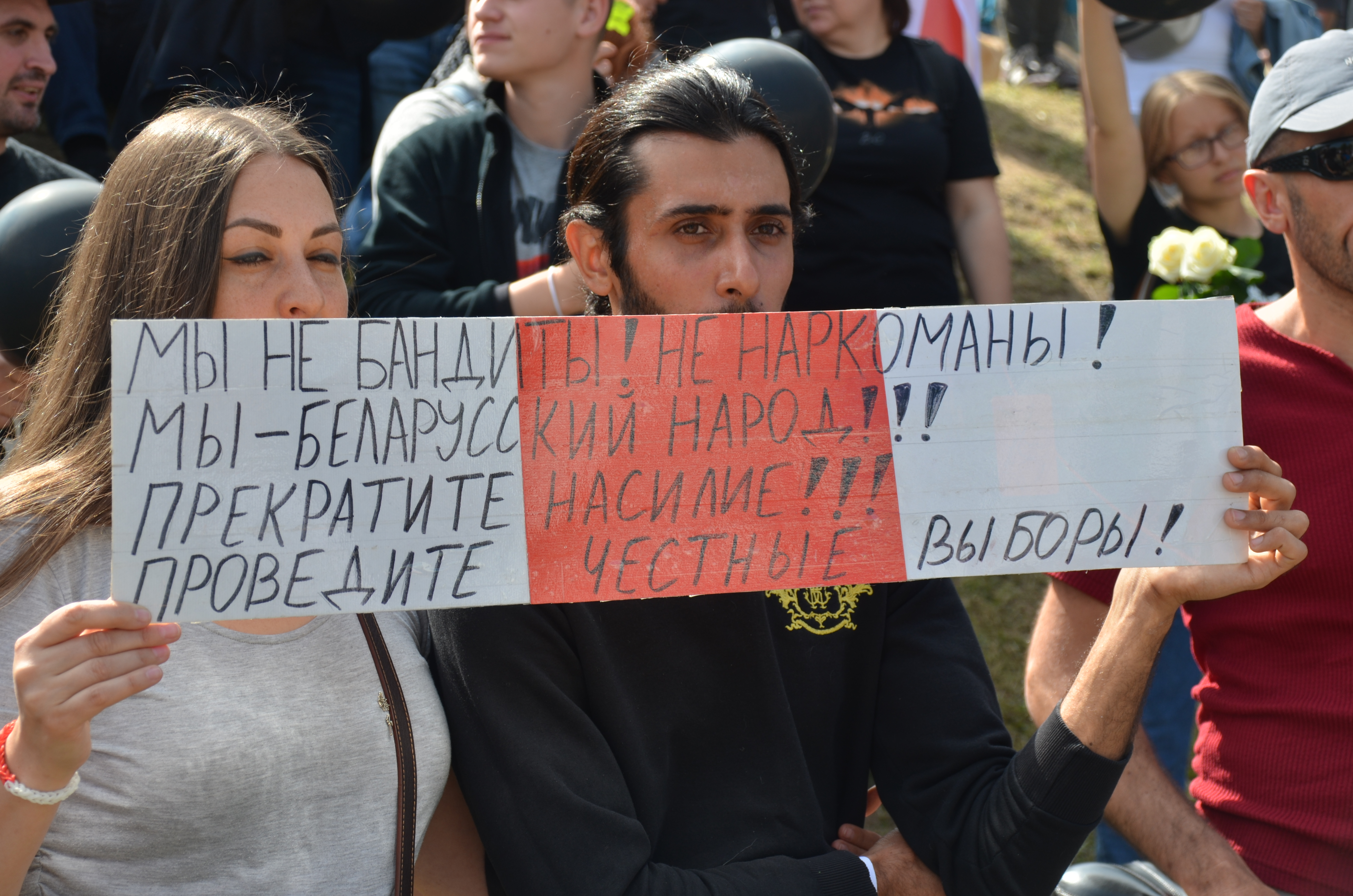
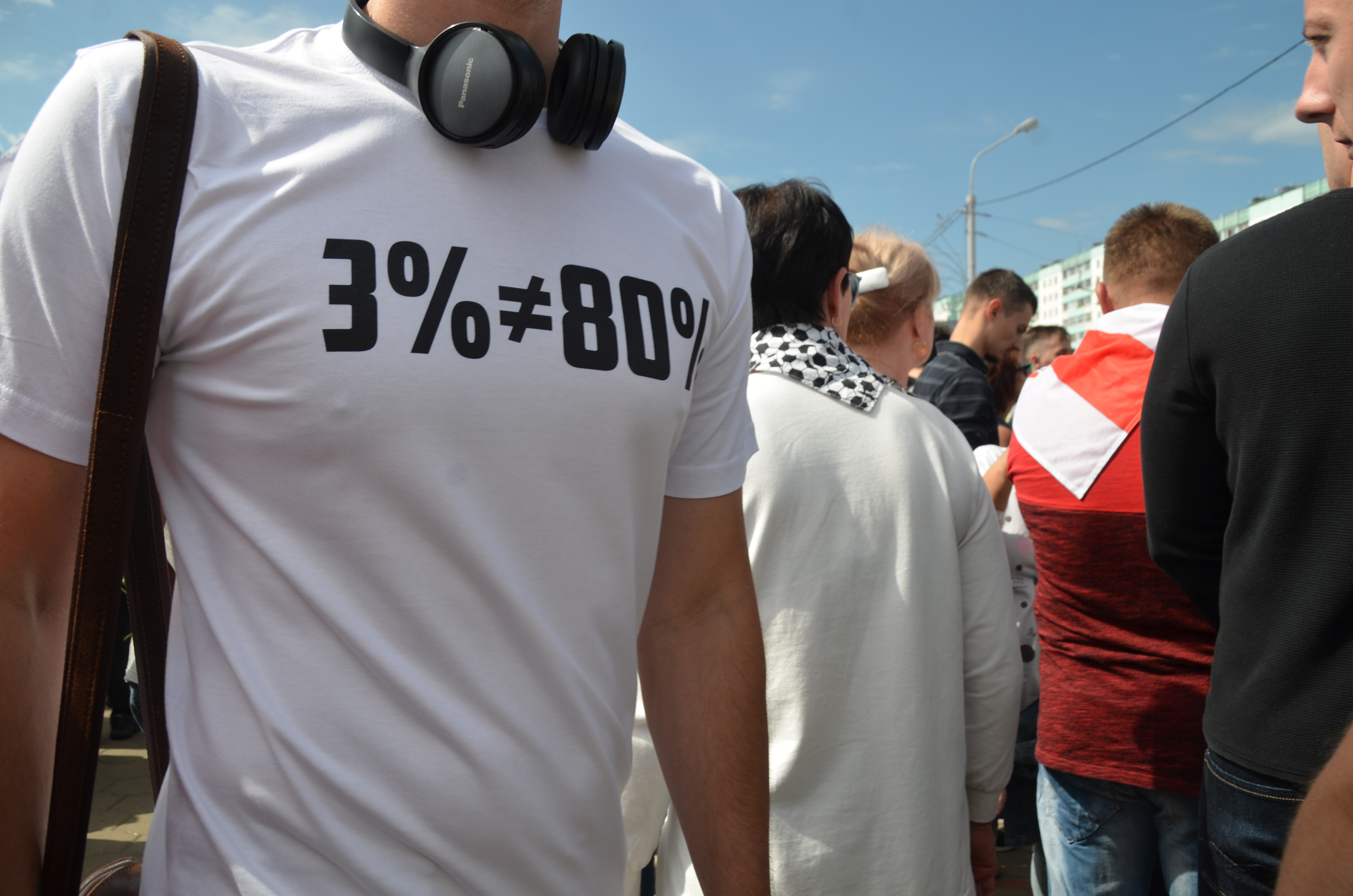
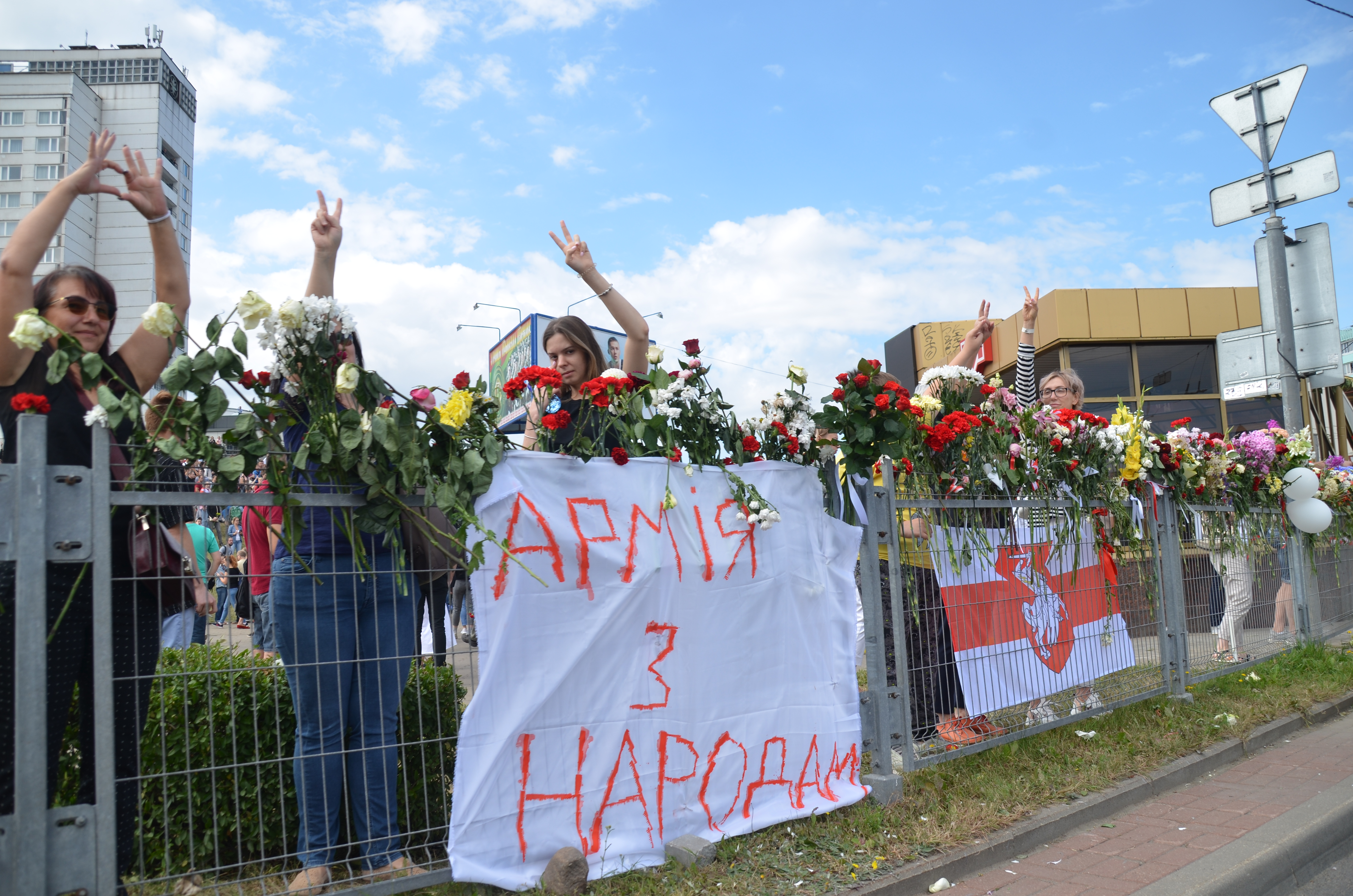
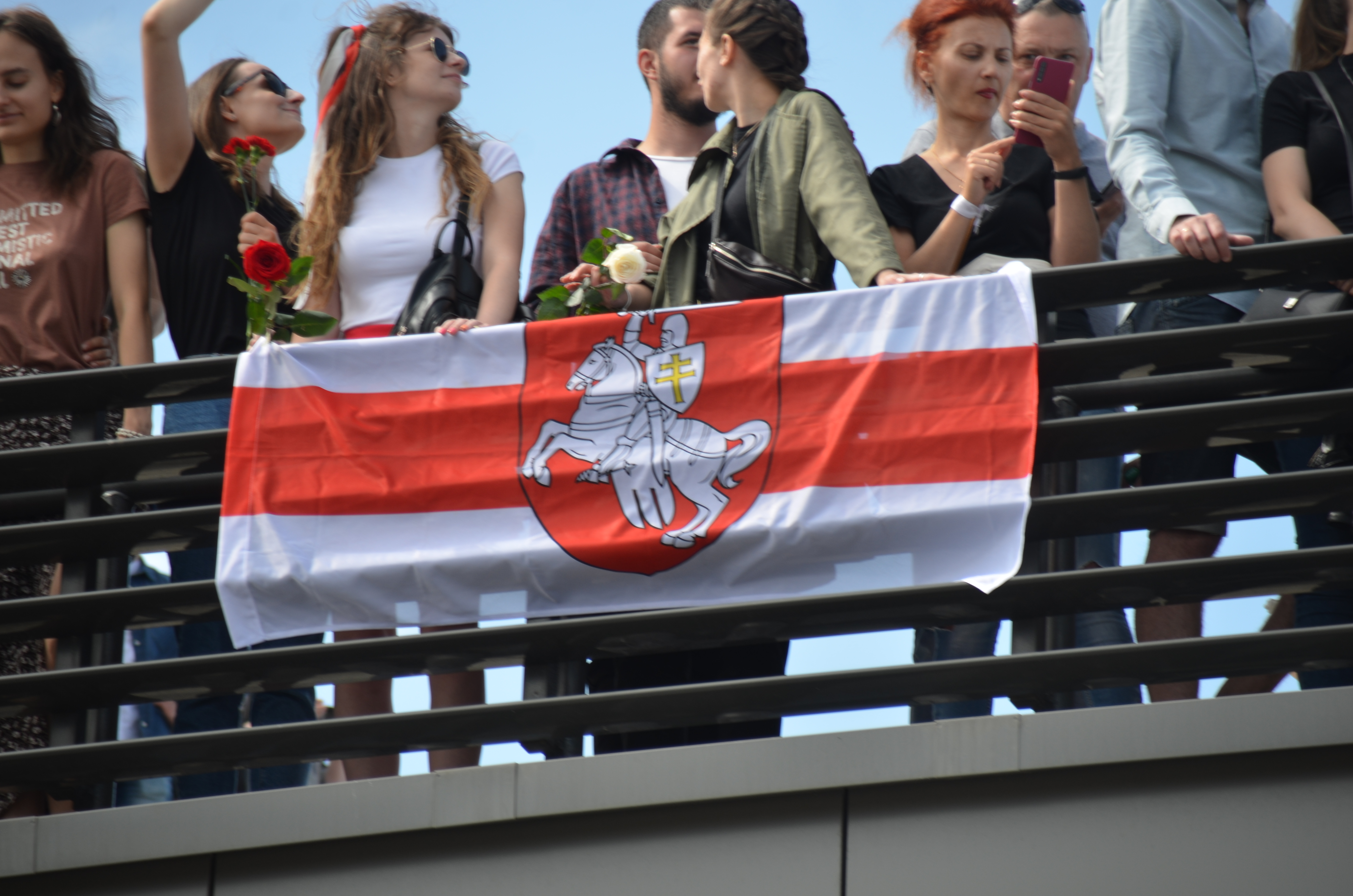
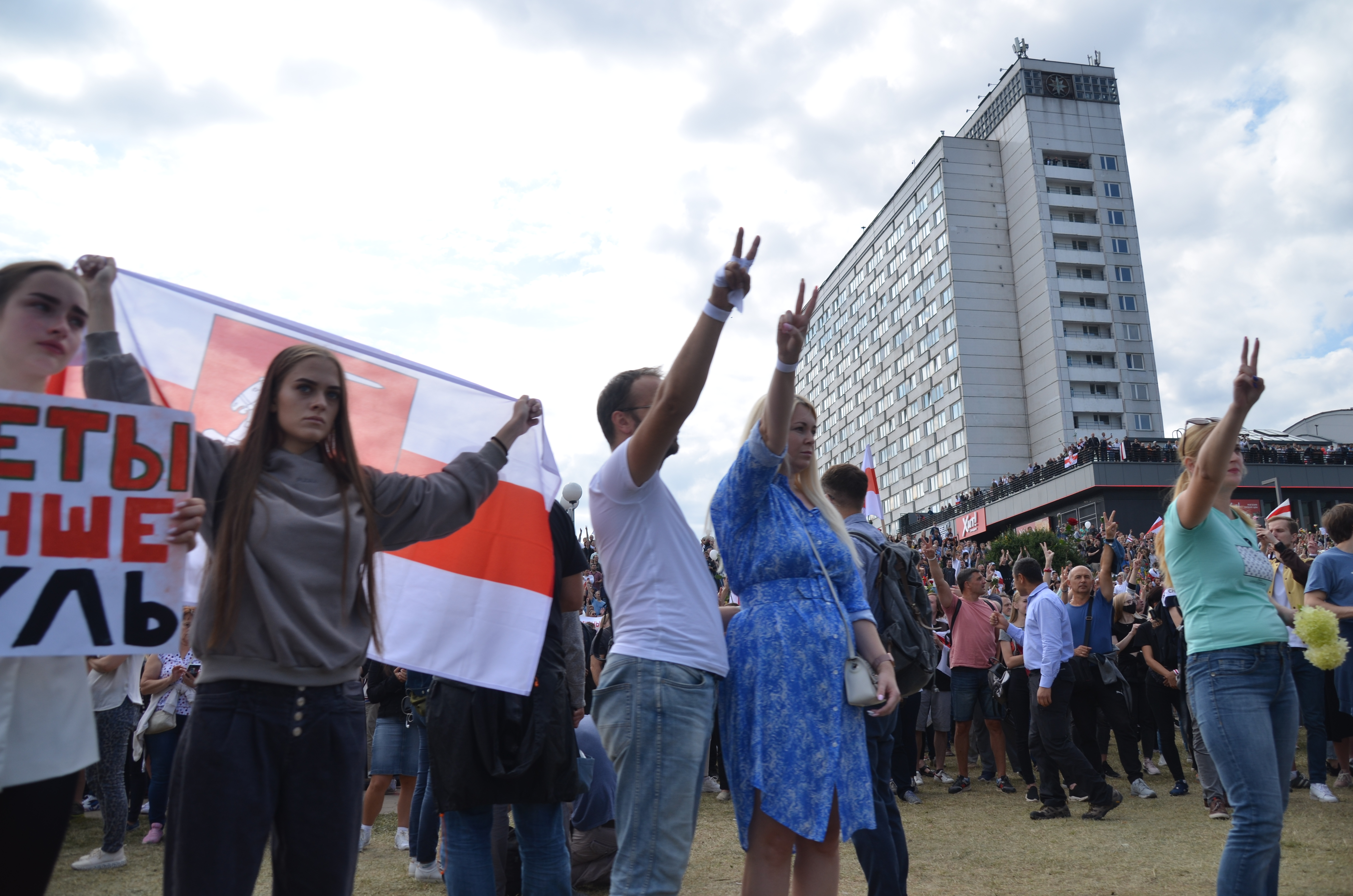
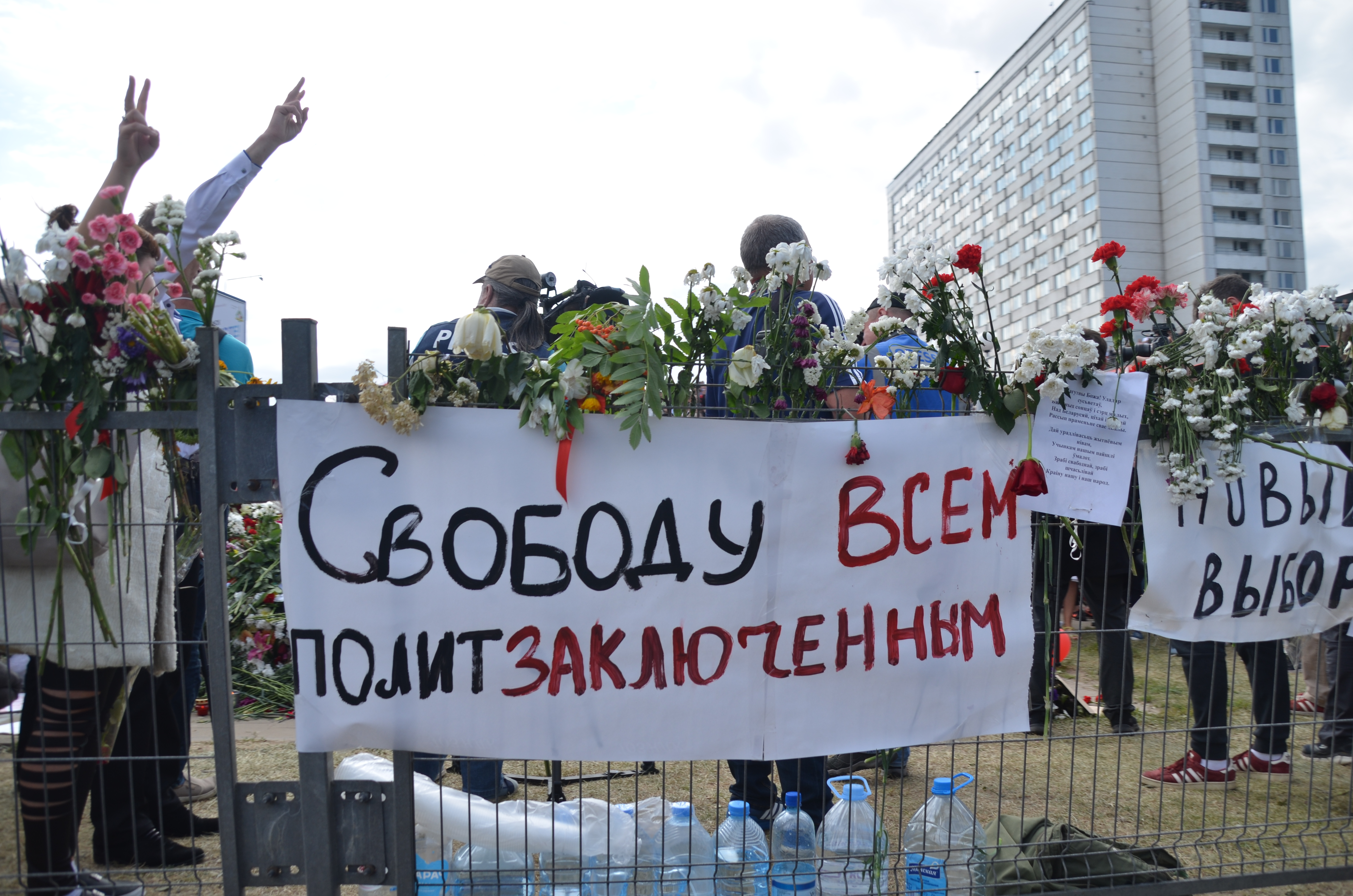
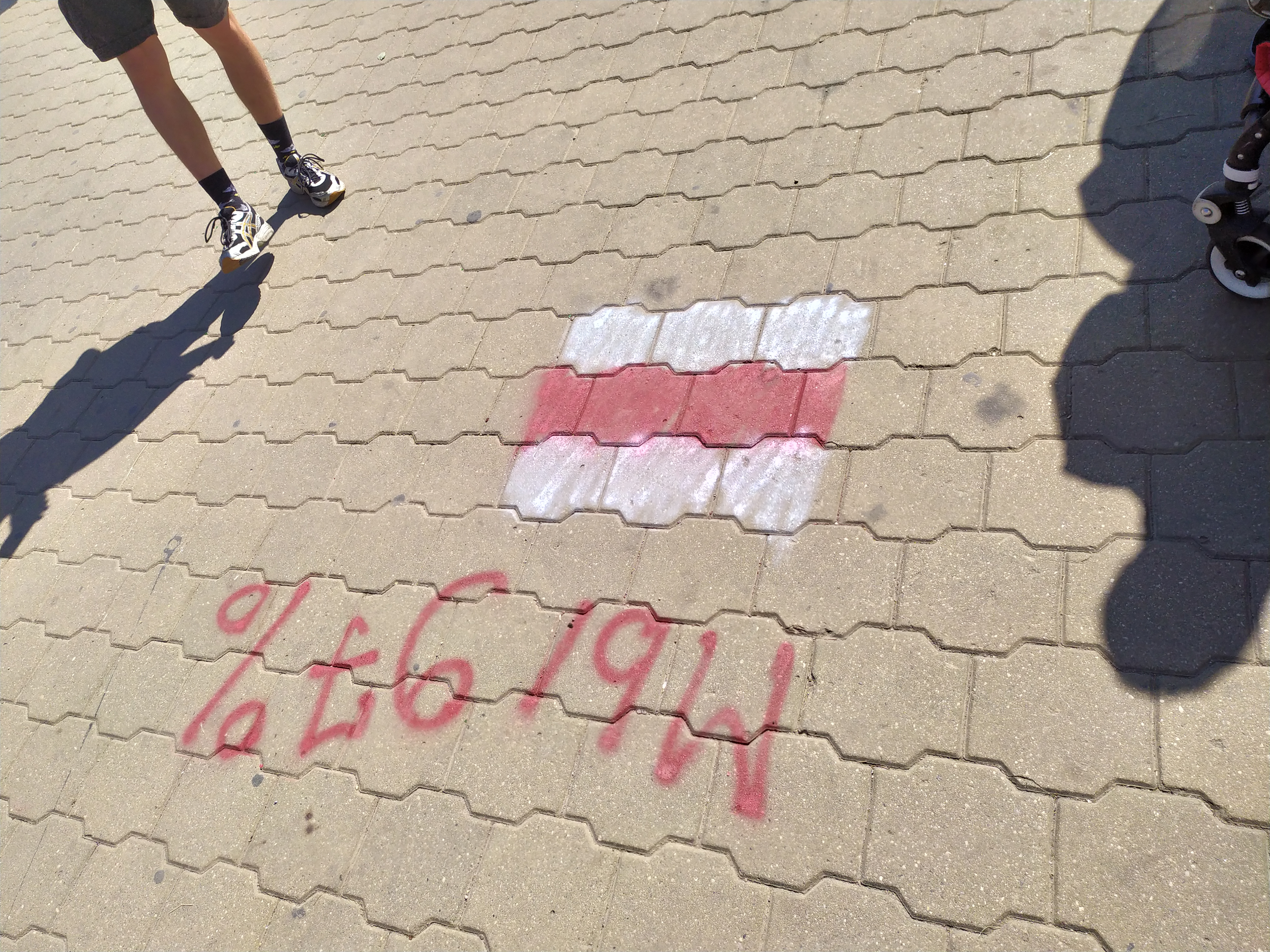
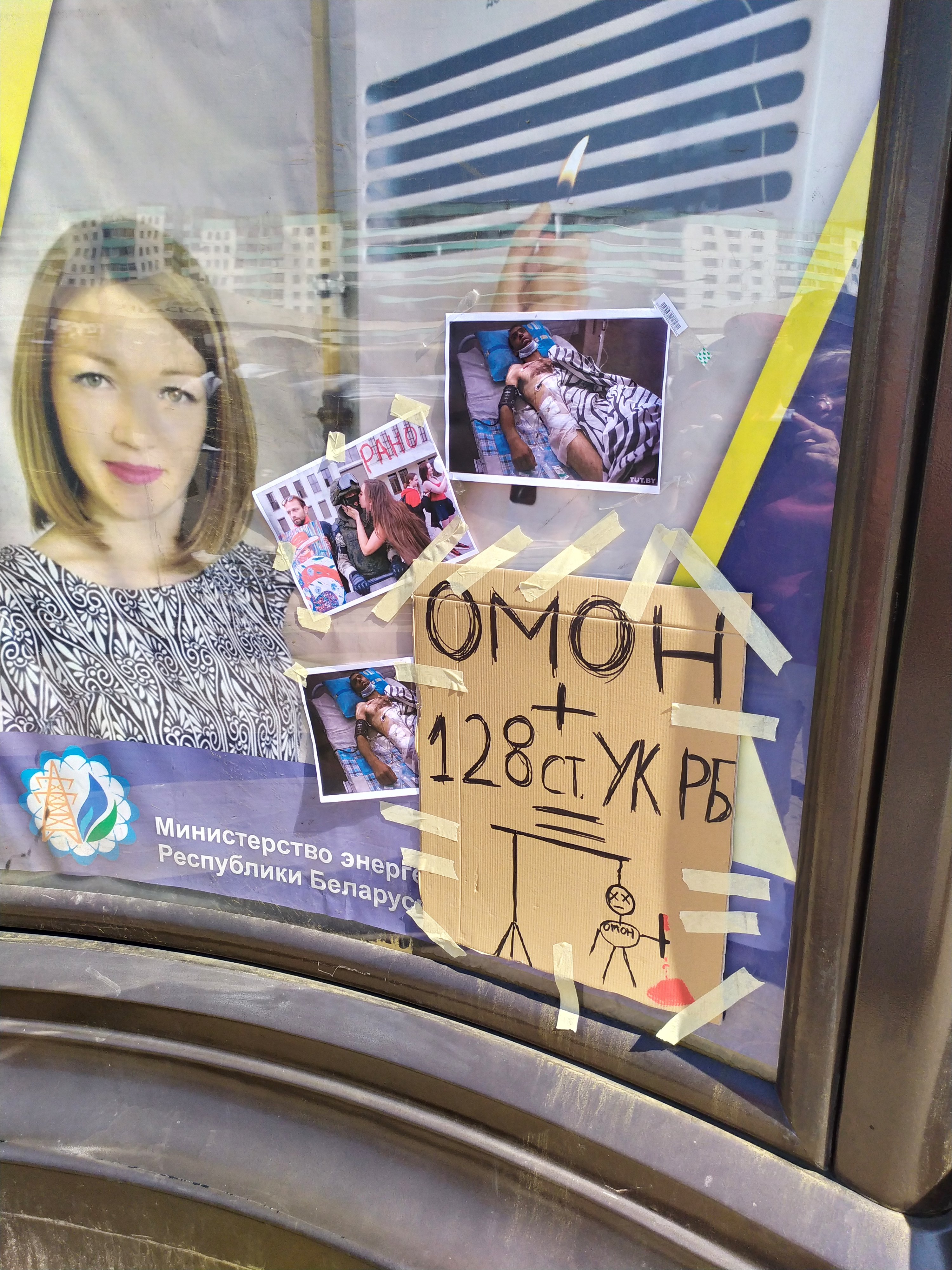
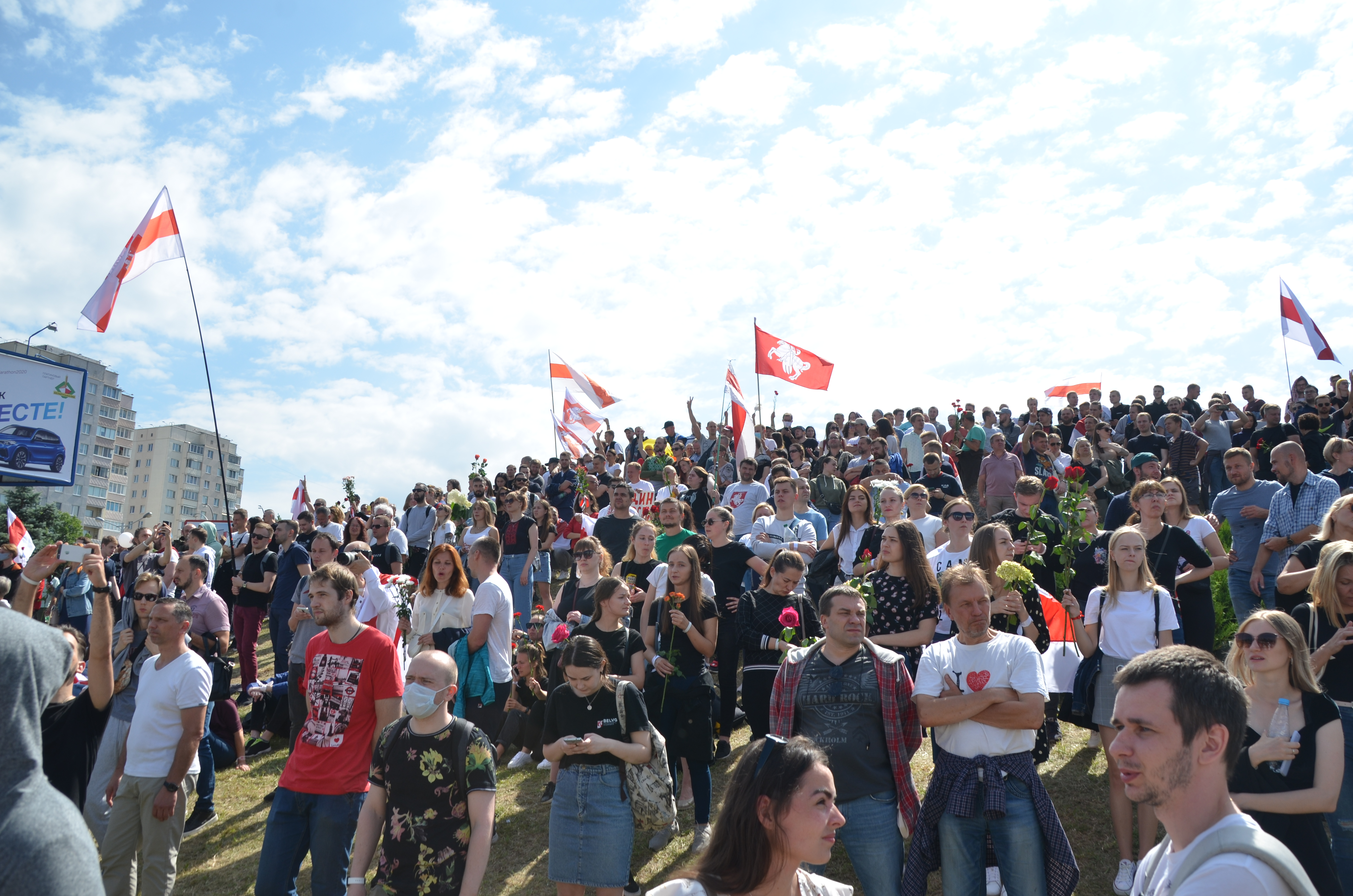
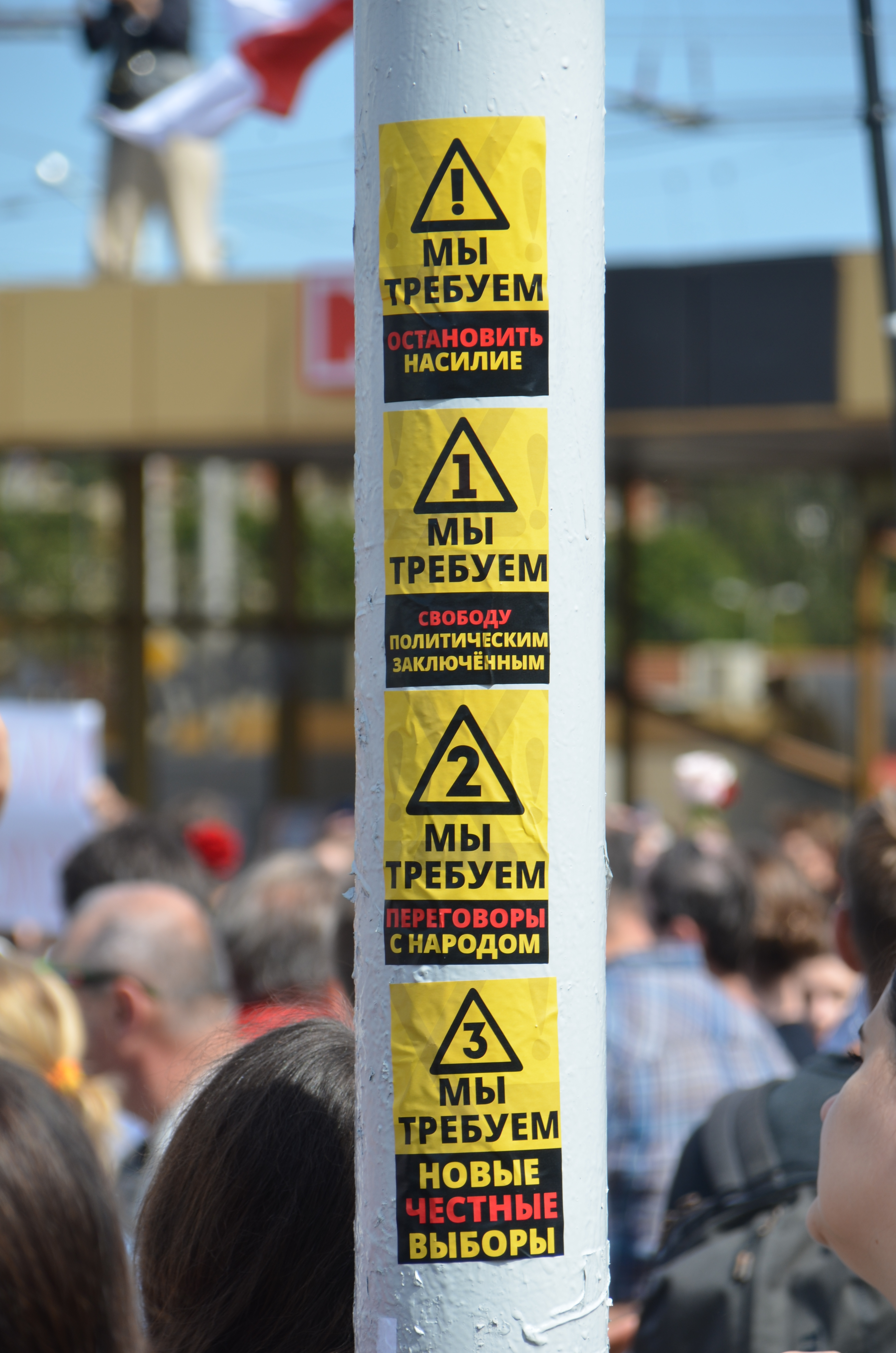
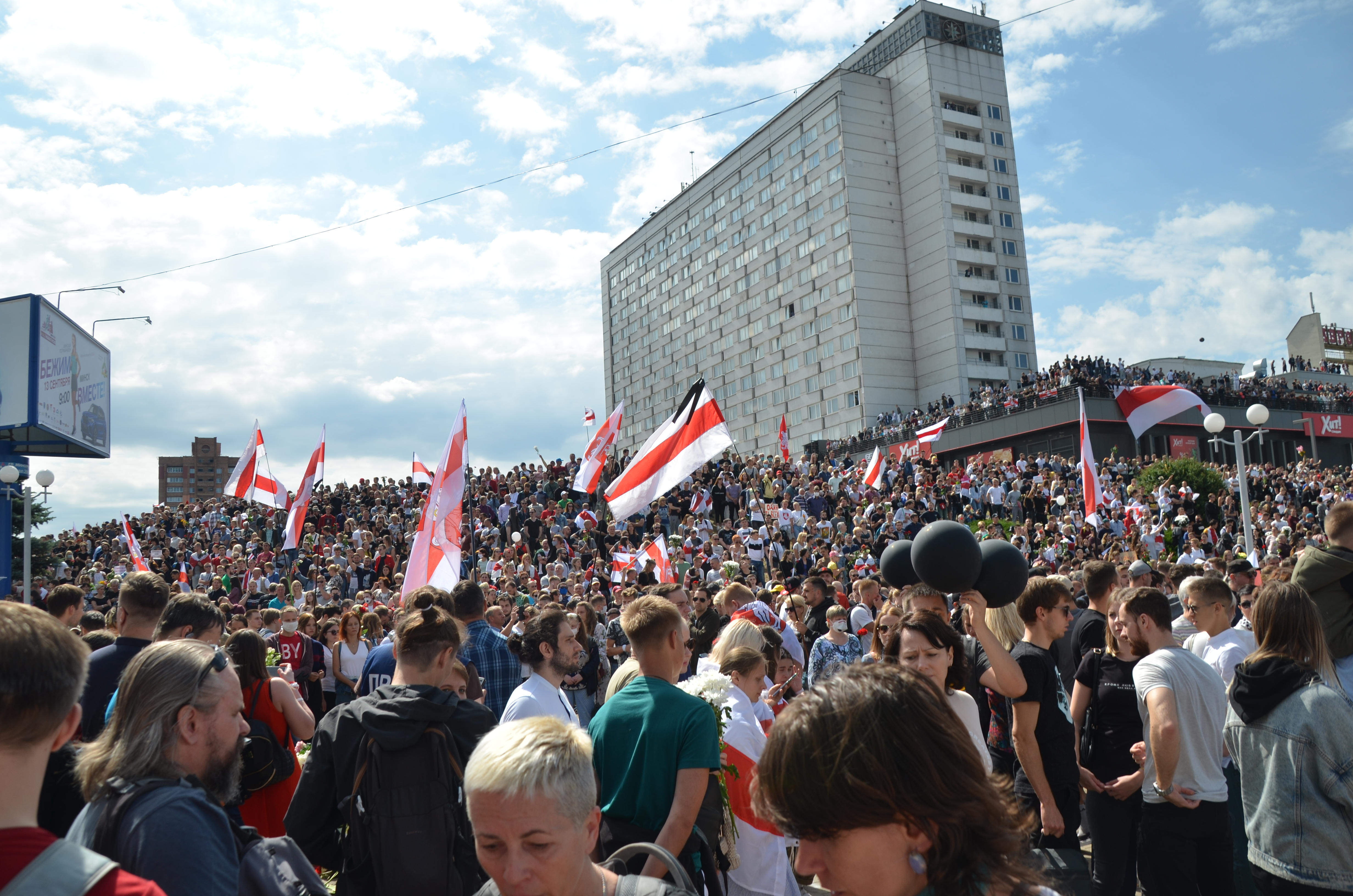
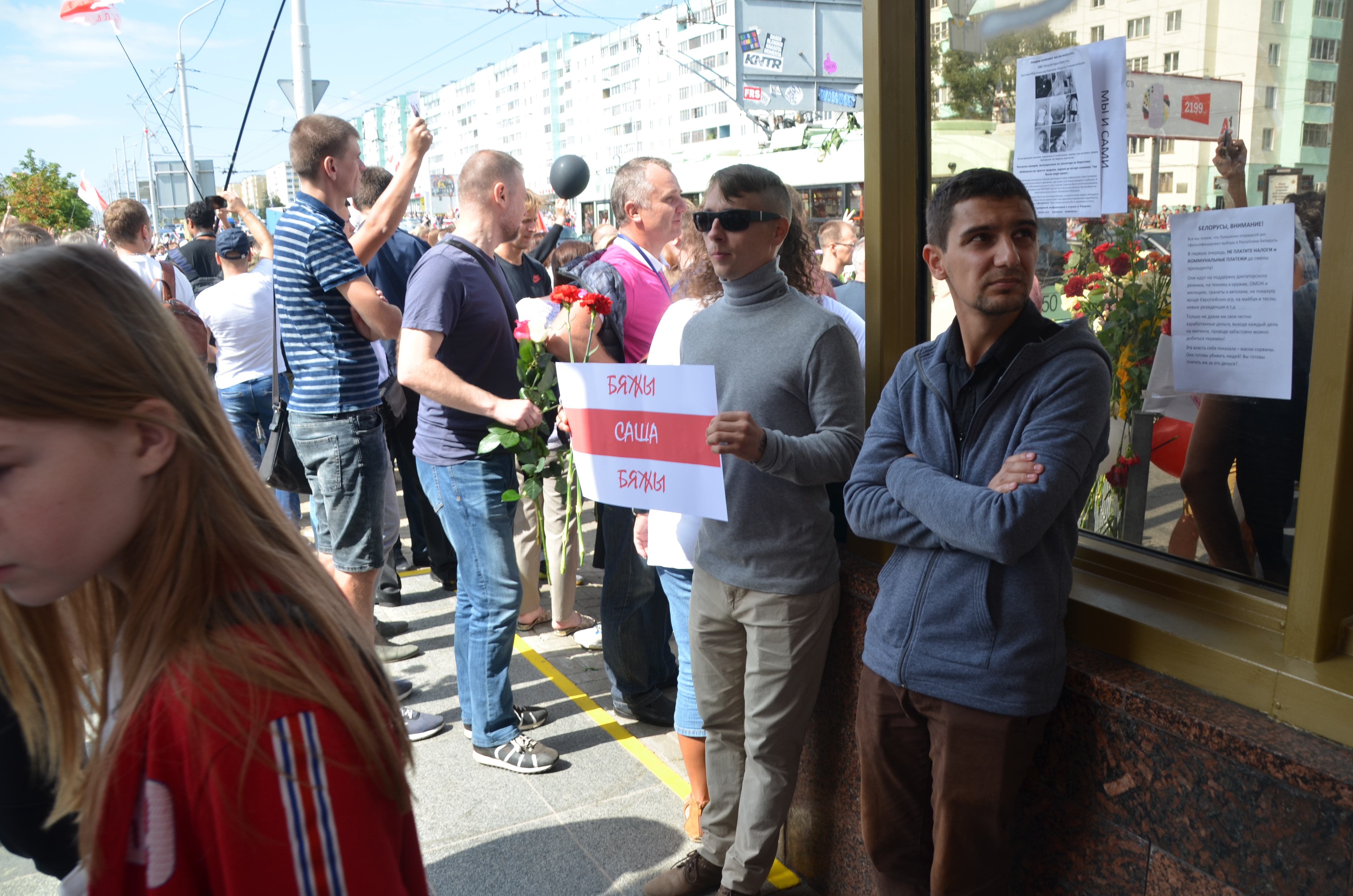
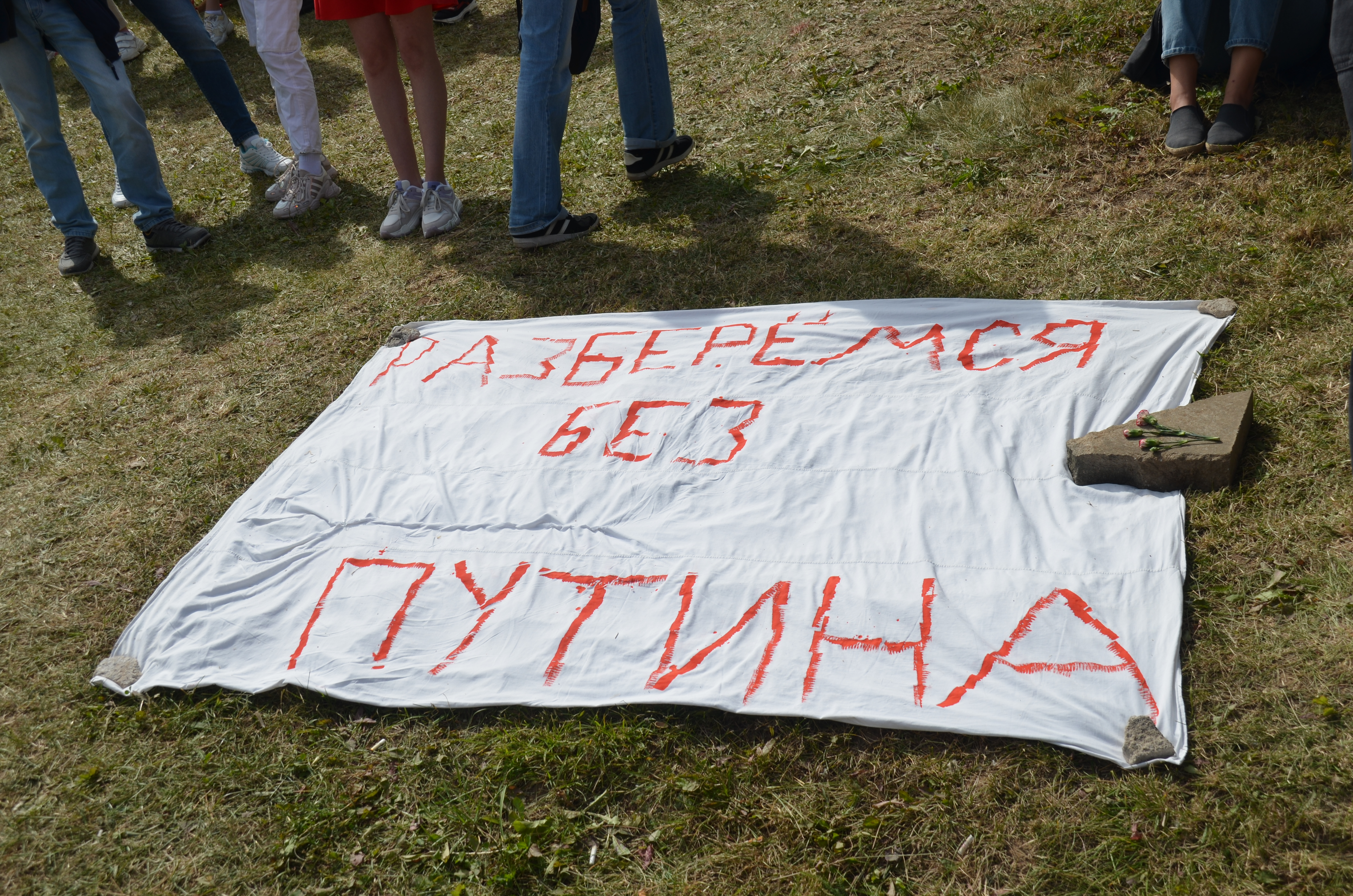